# アクセス (石川県の企業)
株式会社アクセス（アクセス、英称:ACCESS Ltd.）は、かつて存在したプレス機械および工作機械の自動加工ライン、自動化装置の開発・設計・製造メーカーであった。現在はアイダエンジニアリング白山事業所となっている。
- 1992年（平成4年） - 金沢市浅野本町に会社を設立。
- 2020年（令和2年） - 親会社アイダエンジニアリングが吸収合併し解散。

## 製品
- 自動加工ライン
- 自動送り装置
- 産業用ロボット

## グループ企業
国内
- 日本
  - アイダエンジニアリング株式会社（神奈川県相模原市緑区大山町2-10）
  - 株式会社エービーシー（神奈川県相模原市緑区大山町2-10）

海外
- アメリカ合衆国
  - AIDA AMERICA CORP.
- イタリア
  - AIDA S.r.l.
- 中国
  - AIDA PRESS MACHINERY SYSTEMS CO., LTD.
- マレーシア
  - AIDA ENGINEERING (M) SDN. BHD.